# Pronoctua paebodyae
Pronoctua paebodyae là một loài bướm đêm trong họ Noctuidae.